# Parco nazionale della Riunione
Il parco nazionale della Riunione è un parco nazionale della Francia situato sull'isola La Riunione, un dipartimento d'oltremare nell'oceano indiano occidentale. Istituito il 5 marzo 2007, il parco protegge gli ecosistemi endemici di Les Hauts, l'interno montuoso della Riunione, e copre circa il 42% dell'isola. Specie endemiche degne di nota sono il cuculo della Riunione e il geco diurno dell'isola di Riunione.
I progetti per un parco risalgono al 1985 e, in un'indagine pubblica nel 2004, i comuni della Riunione  approvarono la creazione di un parco nazionale che nacque ufficialmente nel 2007. Il paesaggio vulcanico del parco, tra cui il Piton de la Fournaise, un vulcano attivo, è stato dichiarato Patrimonio dell'umanità nel 2010, con il nome di Pitons, circhi e scarpate dell'isola di Riunione. La missione del parco, oltre a preservare il paesaggio e la biodiversità, è condividere le conoscenze e accogliere i visitatori, e lavorare insieme ai comuni locali. È una destinazione popolare per l'escursionismo e l'alpinismo.
Nel tempo sono emerse controversie sullo sviluppo economico del parco, in particolare sullo sfruttamento dell'energia geotermica. Nel 2016, il Consiglio regionale della Riunione aveva in programma di declassare il parco nazionale a parco naturale regionale per facilitare lo sviluppo turistico. Ciò è stato contestato dalle autorità del parco e dai politici dell'opposizione.

## Storia
Le proposte per creare un parco vennero avanzate per la prima volta a partire dal 1985. La Carta ambientale della Riunione e il Piano di sviluppo regionale stabilirono formalmente il principio che avrebbe dovuto essere creato un parco a Les Hauts, l'interno montuoso dell'isola e venne ufficialmente consultato il Ministero dell'Ambiente francese per la creazione di un parco nazionale.
Tra il 2000 e il 2003 fu avviato un processo di consultazione, in cui lo Stato, la regione, il dipartimento e l'associazione dei sindaci concordarono un protocollo e istituirono un comitato direttivo. 27 istituzioni su 29 approvarono il progetto di istituzione di un parco nazionale e il 29 marzo 2003 il Primo Ministro francese firmò un decreto di riconoscimento del progetto.
Si intensificarono i dibattiti e le trattative sui limiti e gli obiettivi del futuro parco nazionale. Tra agosto e settembre 2004, il piano fu oggetto di un'indagine pubblica, organizzata dal prefetto nei 24 comuni dell'isola. I comuni risposero positivamente al progetto, aggiungendo alcune raccomandazioni.
Il Parco nacque ufficialmente il 5 marzo 2007 con decreto adottato su parere del Consiglio di Stato. Nell'aprile 2007 si insediò il Consiglio di amministrazione e tra il 2007 e il 2009 venne assunto il personale e vennero realizzate installazioni sul sito. Nel 2008 iniziarono i lavori per istituire la carta del parco nazionale.
Il 1º agosto 2010, il Comitato del patrimonio mondiale dell'UNESCO ha riconosciuto il valore dei siti naturali all'interno del Parco nazionale della Riunione e ha incluso i Pitons, circhi e scarpate dell'isola di Riunione nella sua lista dei patrimoni mondiali.

## Missione
Nella sua carta, il parco nazionale identifica quattro obiettivi principali: in primo luogo, preservare la diversità dei paesaggi e accompagnare la loro evoluzione. In secondo luogo, invertire la perdita di biodiversità. Terzo, preservare e valorizzare la cultura dell'altopiano e assicurare la trasmissione dei suoi valori. Quarto, favorire lo sviluppo economico dell'altopiano 3.

## Geografia

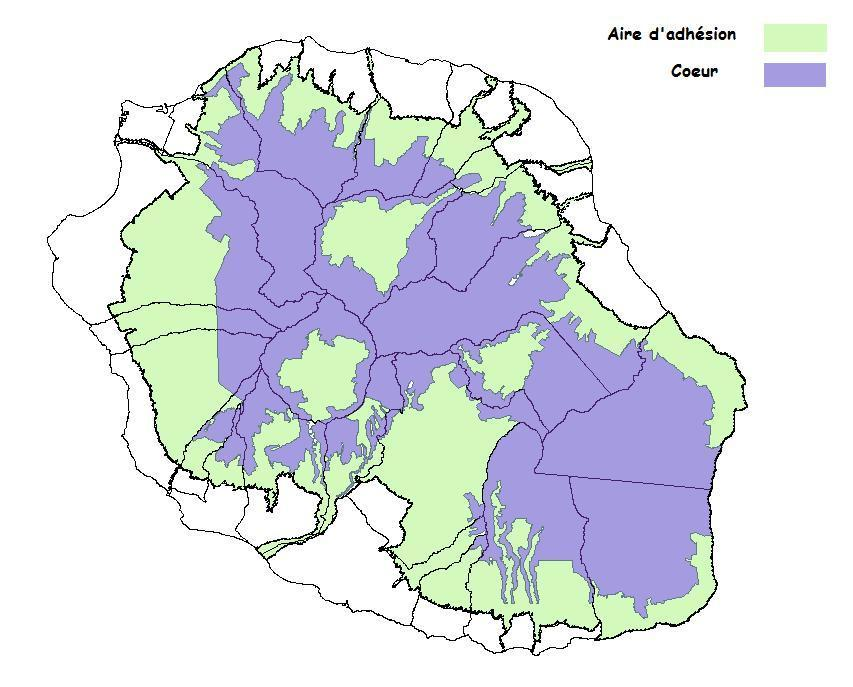
Area centrale (blu) e zona cuscinetto (verde) del Parco nazionale della Riunione

Il nucleo del Parco nazionale della Riunione copre 1053,84 km2 nell'interno dell'isola, corrispondente al 42% della sua superficie e si estende sul territorio di 23 comuni. Questa zona centrale comprende anche alcuni terreni abitati e coltivati. Adiacente al nucleo c'è un'area di impegno volontario (aire d'adhésion, zona cuscinetto) che copre 876,96 km2 e tocca tutti i 24 comuni dell'isola. Complessivamente, il parco si estende su oltre il 75% della superficie totale dell'isola 12. L'isola di Riunione è di origine vulcanica e si trova su un punto caldo. Due vulcani formano la sua spina dorsale: Il Piton des Neiges, di oltre 3000 metri di altezza, e il Piton de la Fournaise ancora attivo. Quattro aree principali formano il cuore del parco nazionale, elencato come sito del patrimonio mondiale:
- Mare Longue foresta di Saint-Philippe, che comprende alcuni dei resti meglio conservati della foresta tropicale di bassa quota, denominata Forêt de bois de couleurs des Bas;
- Cirque de Cilaos con le formazioni rocciose del Pain de Sucre e La Chapelle, nella stretta gola del fiume Bras Rouge, e una camera magmatica accessibile antica di 100.000 anni;
- Cirque de Salazie con il Piton d'Anchaing, alto 1356 metri;
- La Grande Chaloupe tra Saint-Denis e La Possession, uno degli ultimi resti della foresta semisempreverde un tempo diffusa nell'ovest dell'isola, qui conservata e restaurata.

## Fauna e flora selvatiche
La Riunione condivide una storia naturale comune con le isole Mascarene, Mauritius e Rodrigues. Tutte e tre le isole erano disabitate prima del 1600. L'arrivo dell'uomo ha portato a una massiccia estinzione e ha introdotto specie, come le lumache di terra giganti a Riunione, che hanno minacciato gli habitat e le specie autoctone. Secondo il World Wildlife Fund (WWF), si pensa che meno del 25% della Riunione sia ricoperta di vegetazione originale, per lo più limitata alle altitudini più elevate. Le foreste della Riunione e delle altre due isole sono state classificate, dal WWF, come ecoregione delle "foreste delle Mascarene", con uno stato di conservazione "in via di estinzione". Il Conservation International ha inserito La Riunione nel punto caldo di biodiversità "Madagascar e Isole dell'Oceano Indiano", un'area prioritaria per la conservazione.

Fauna e flora endemiche del parco nazionale della Riunione.
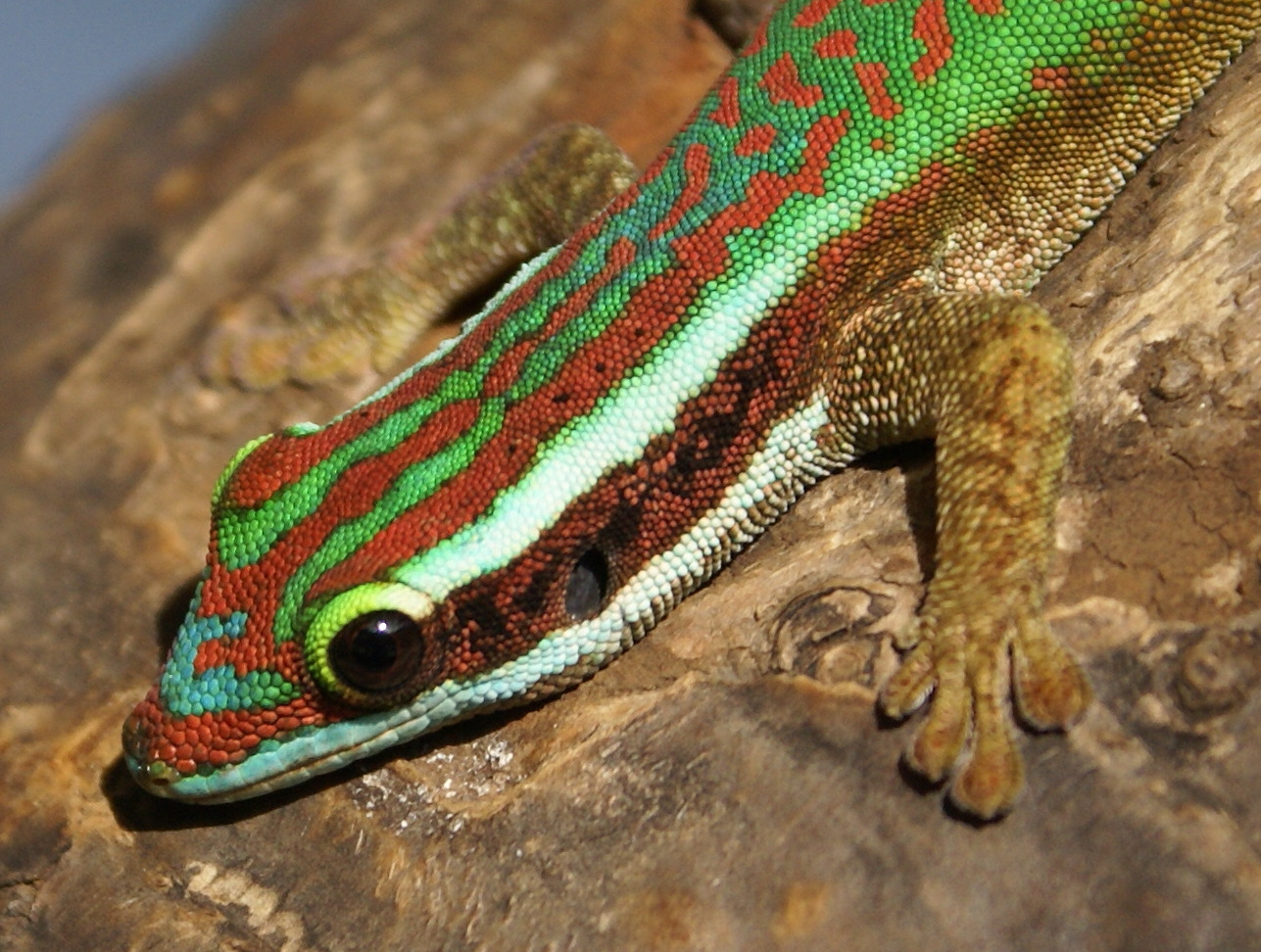
Testa e torso di una lucertola verde-rossa sulla corteccia d'albero
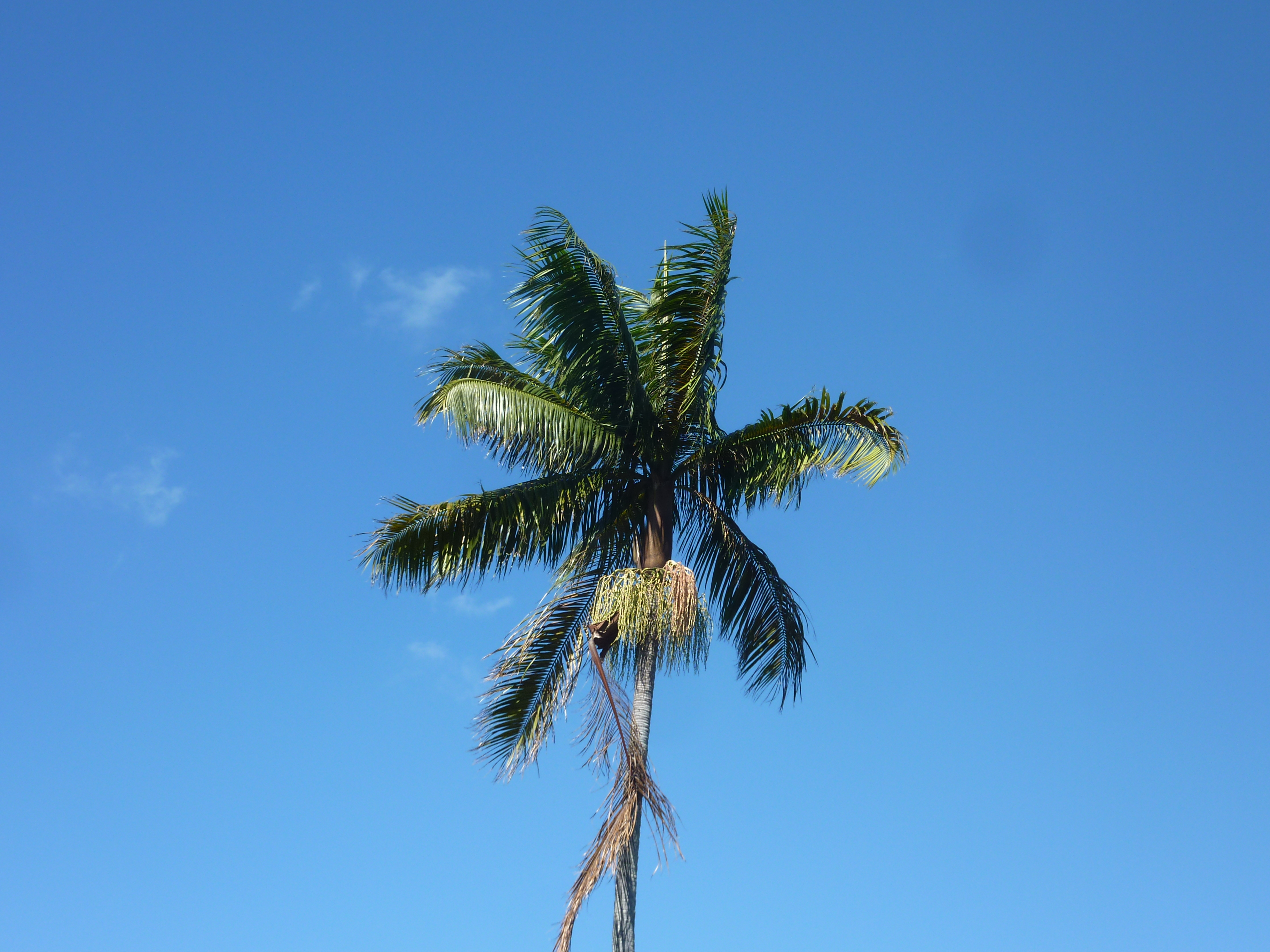
Chioma di una palma sullo sfondo di un cielo blu
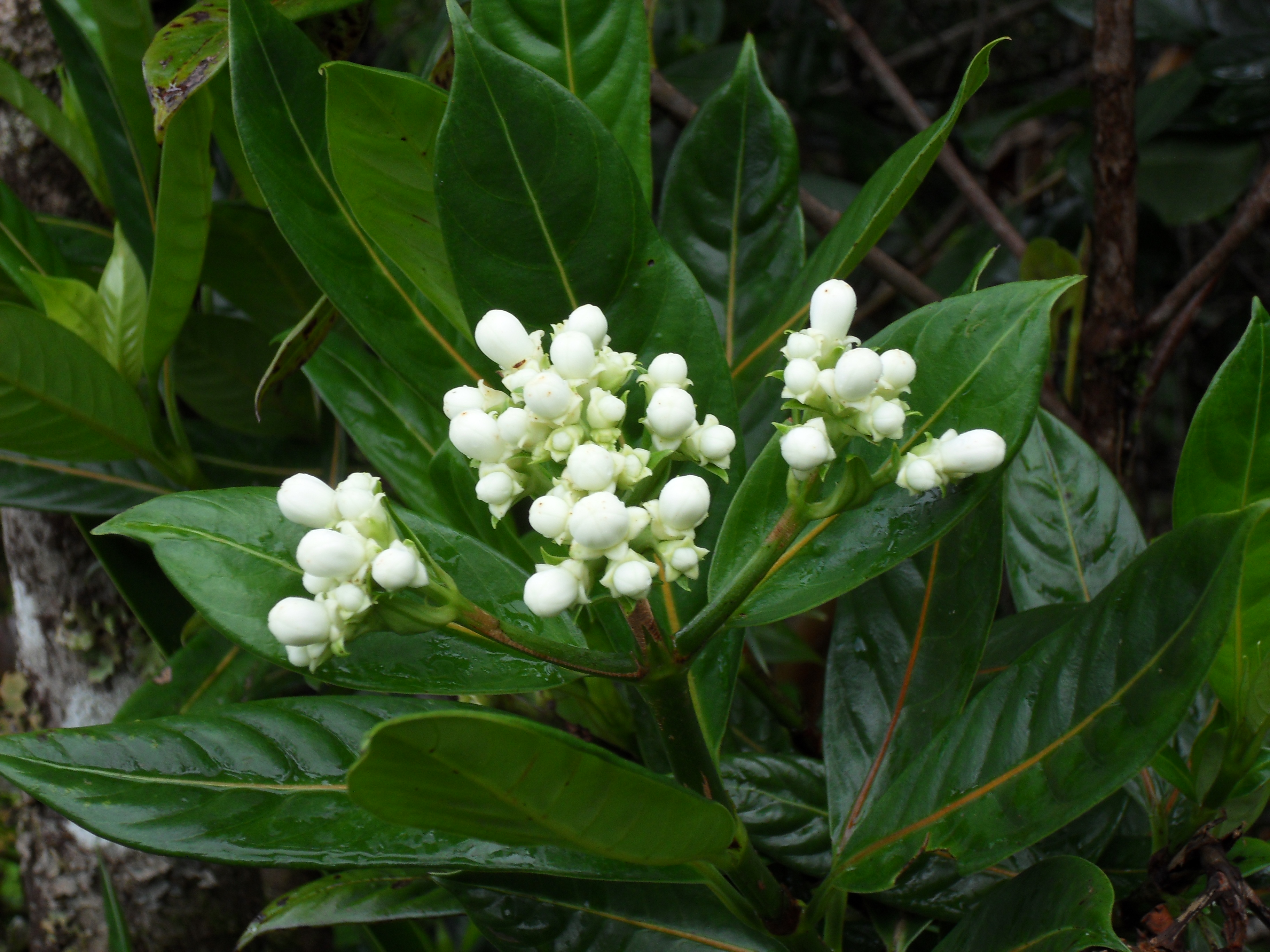
Primo piano di un arbusto con boccioli di fiori bianchi

L'isolamento dell'isola e la sua diversità di habitat e microclimi hanno favorito la diversificazione di una flora altamente endemica: delle 850 specie di piante autoctone conosciute, 230 sono endemiche e metà di queste sono in pericolo. Questa flora autoctona si trova a varie altitudini. Quasi tante piante esotiche quante quelle autoctone, 830, sono state naturalizzate sull'isola e 50 sono considerate invasive e minacciano la flora e gli habitat nativi.
La fauna del parco comprende in particolare diverse specie di uccelli endemici, come la berta di Barau, l'Harrier della Riunione, e il campephagidae della Riunione. In totale, alla Riunione si trovano 18 specie di uccelli, metà delle quali endemiche. Almeno 22 specie di uccelli si sono già estinte a seguito della colonizzazione umana. Una grave minaccia per l'avifauna sono i gatti e i ratti introdotti. Dei mammiferi, la volpe volante mauriziana ha ricolonizzato la Riunione dopo essersi estinta sull'isola. Notevoli specie di farfalle includono Papilio phorbanta e Salamis augustina, e un rettile endemico è il geco diurno dell'isola della Riunione.

## Galleria d'immagini

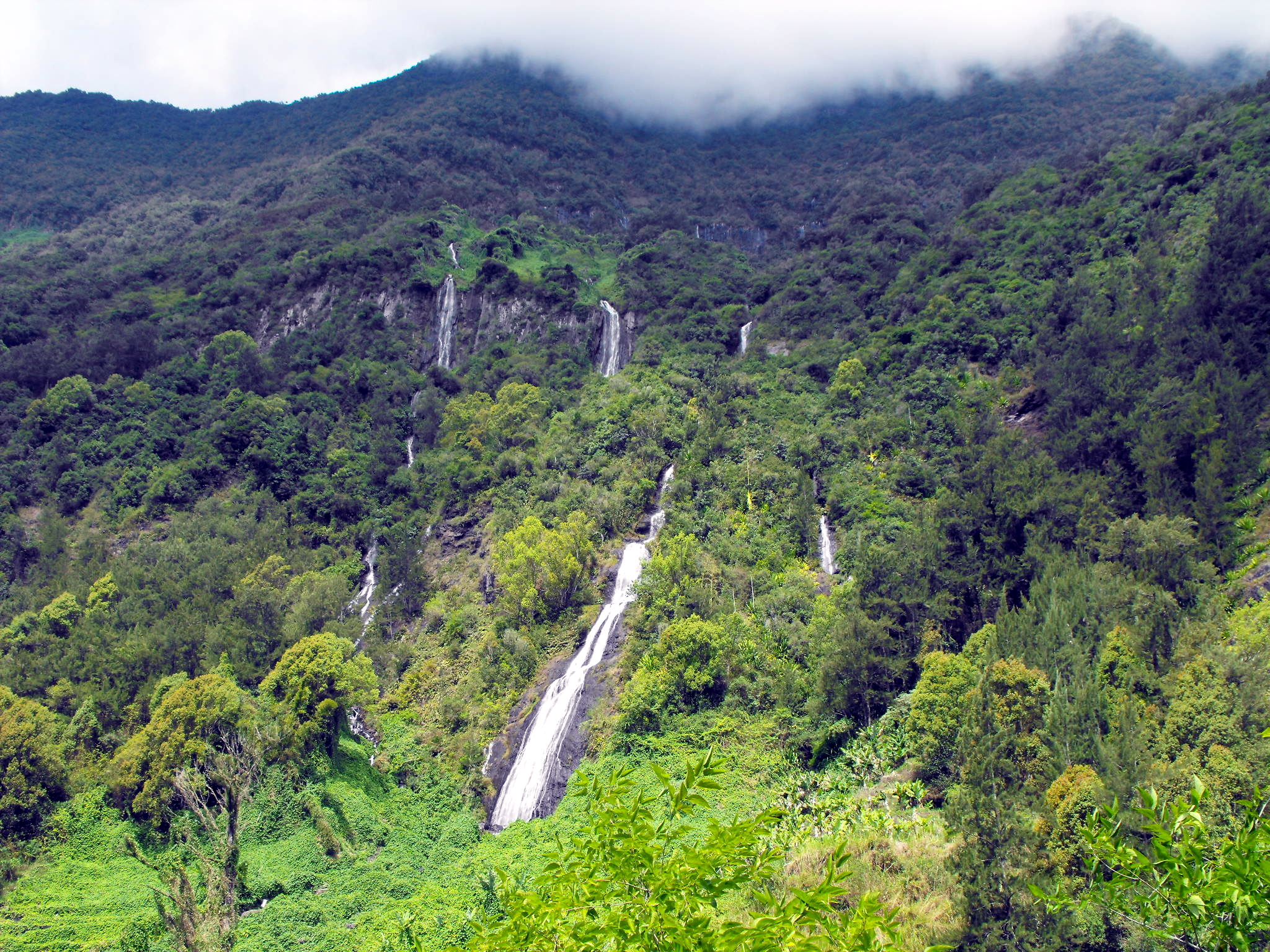
Il velo da sposa, Salazie
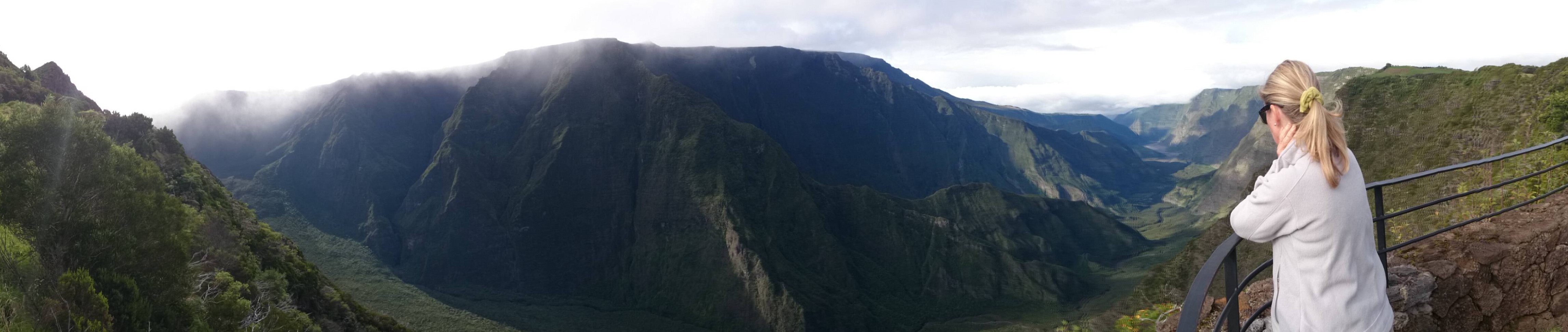
Panorama da Nez de Boeuf
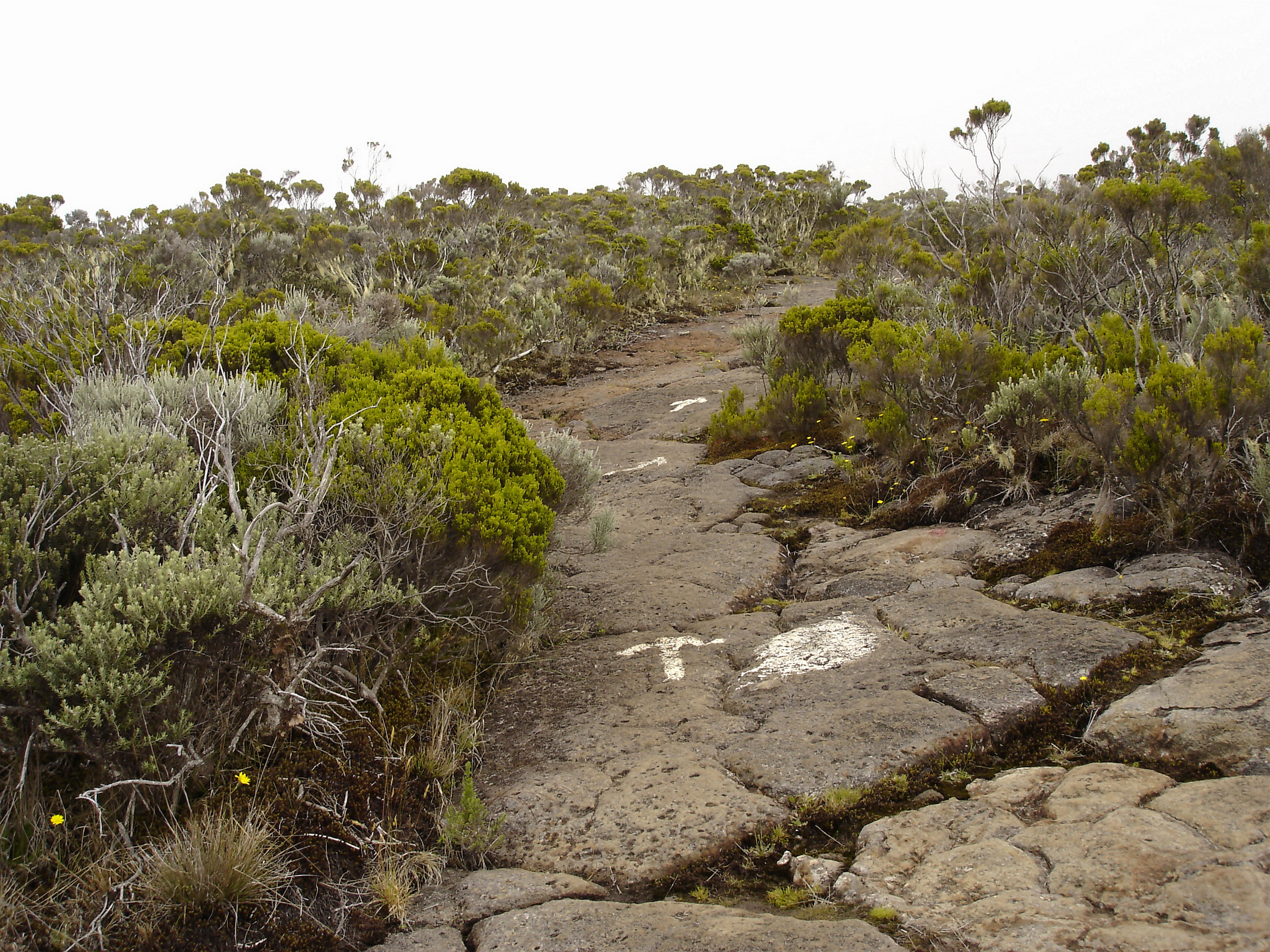
Un sentiero che porta alla vetta della Roche Écrite
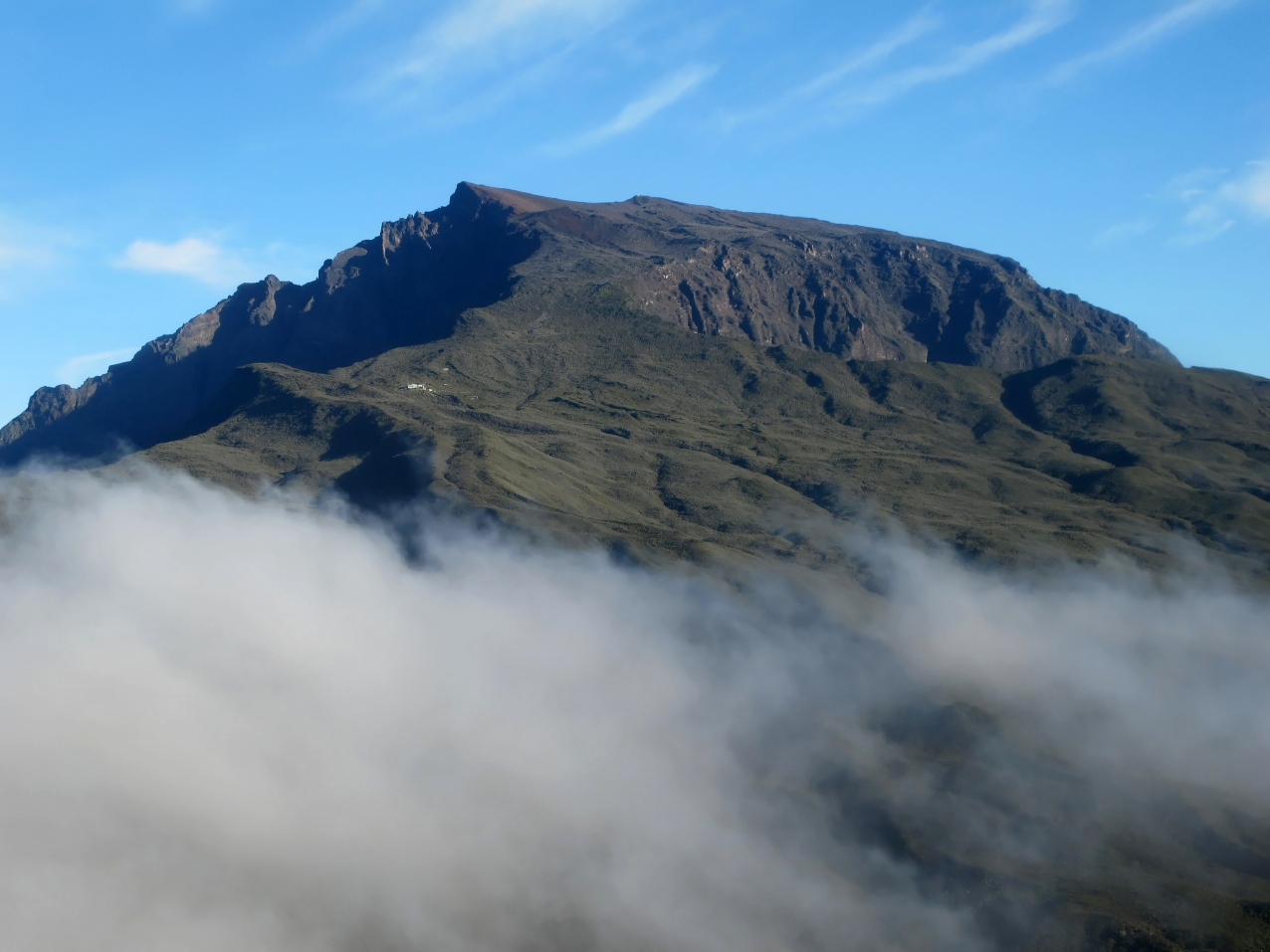
Il Piton des Neiges
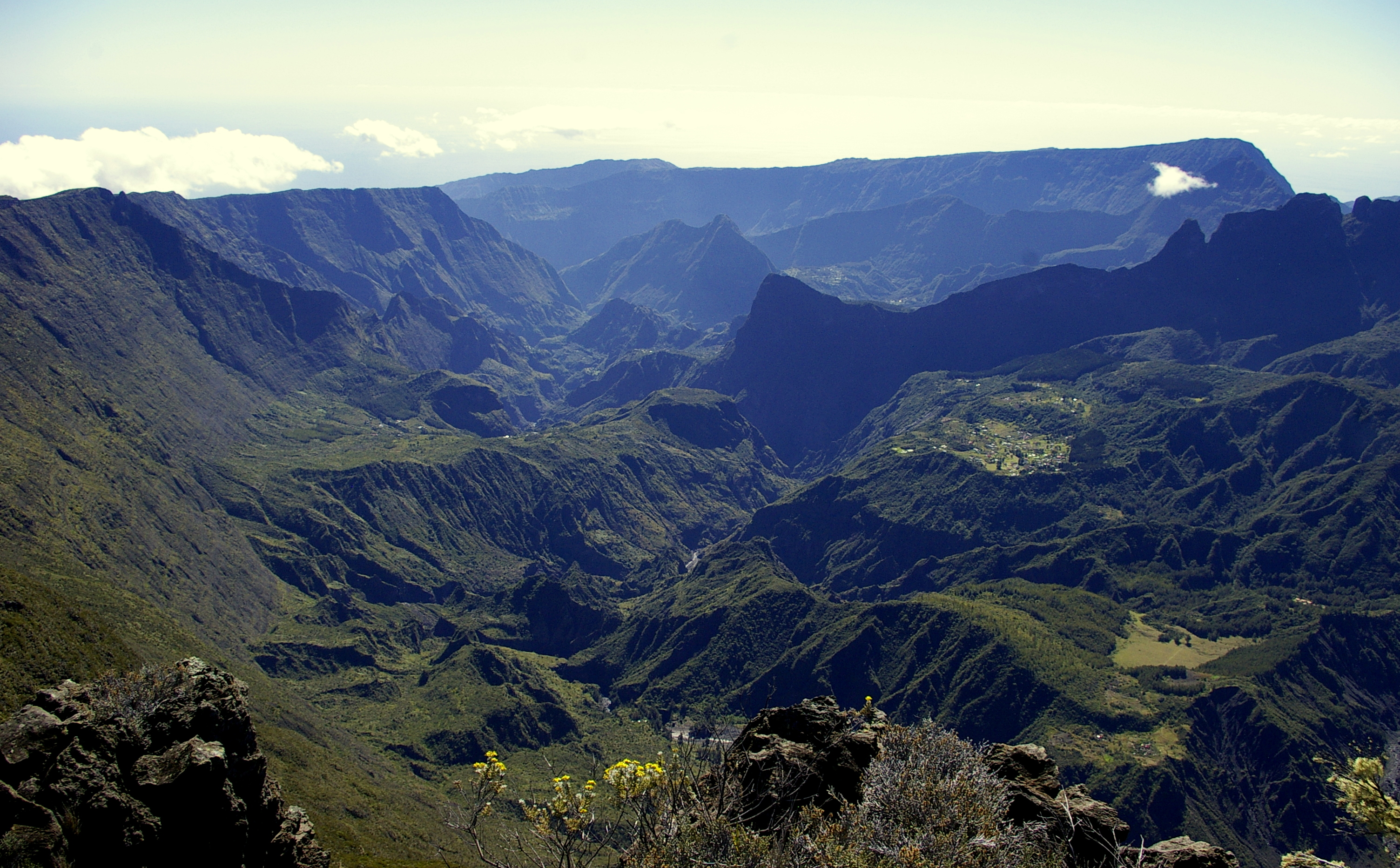
Vista sul Cirque de Mafate
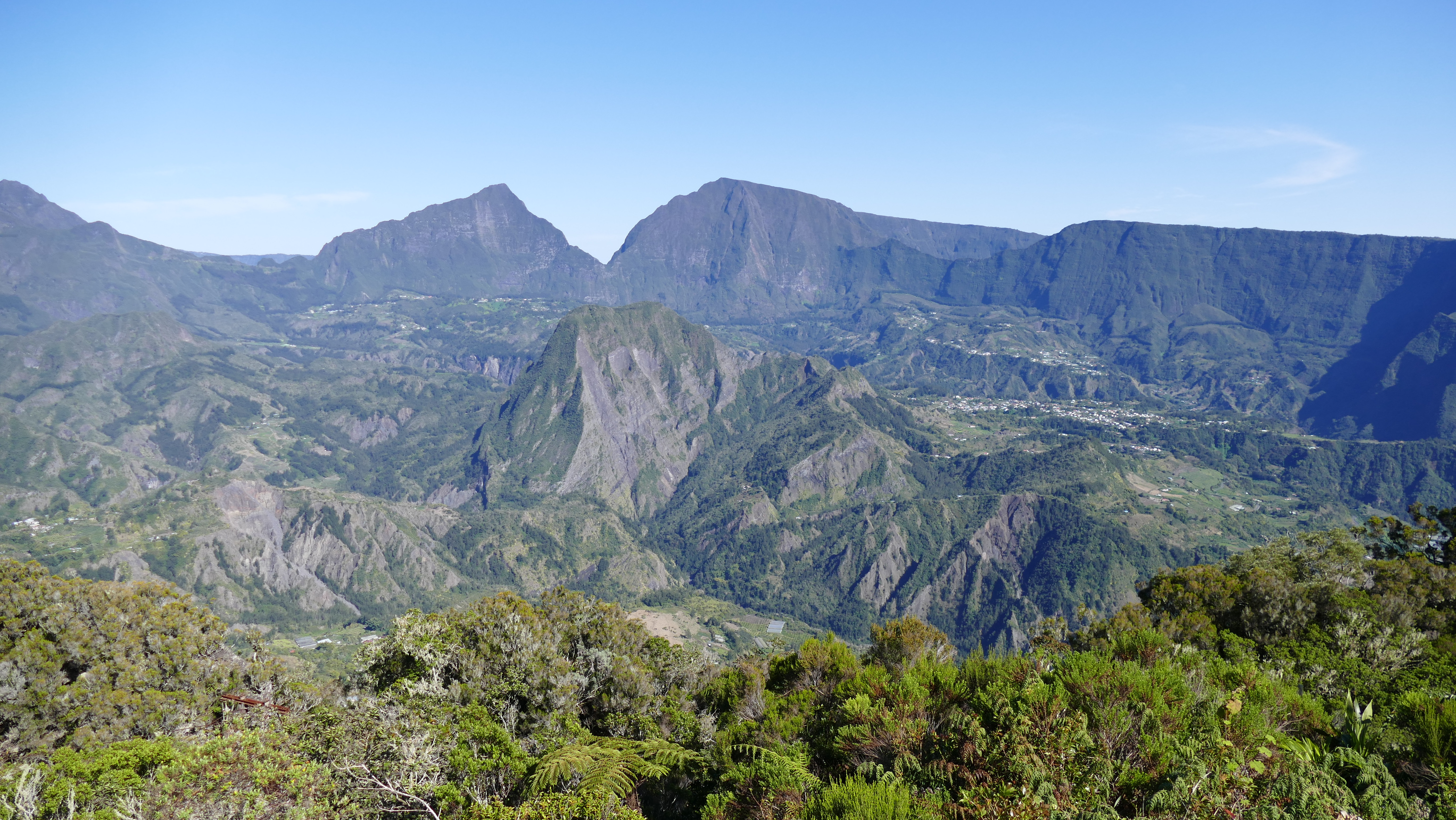
Cirque de Salazie
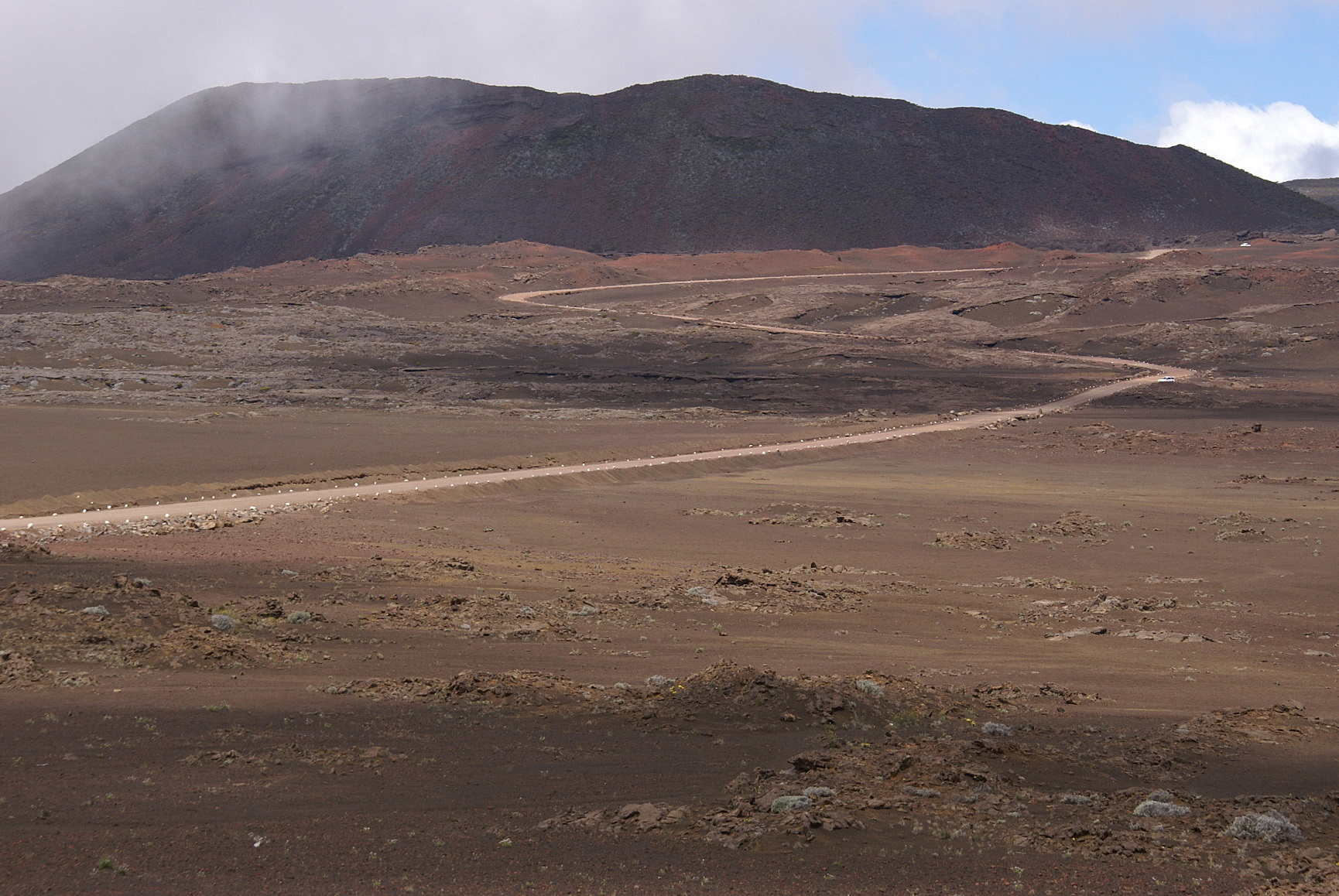
Plaine des Sables
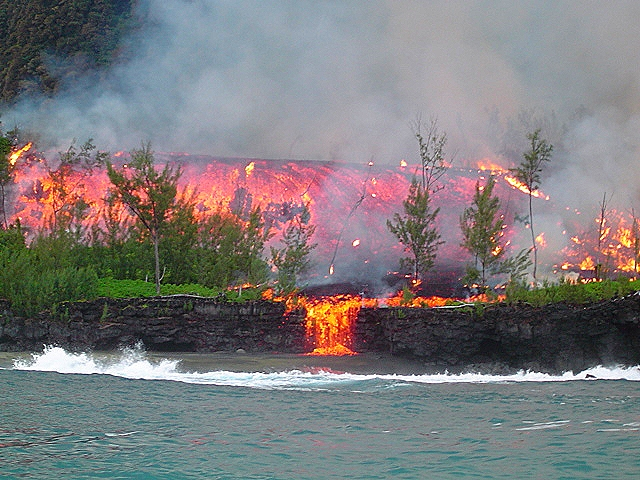
Flusso di lava del Piton de la Fournaise
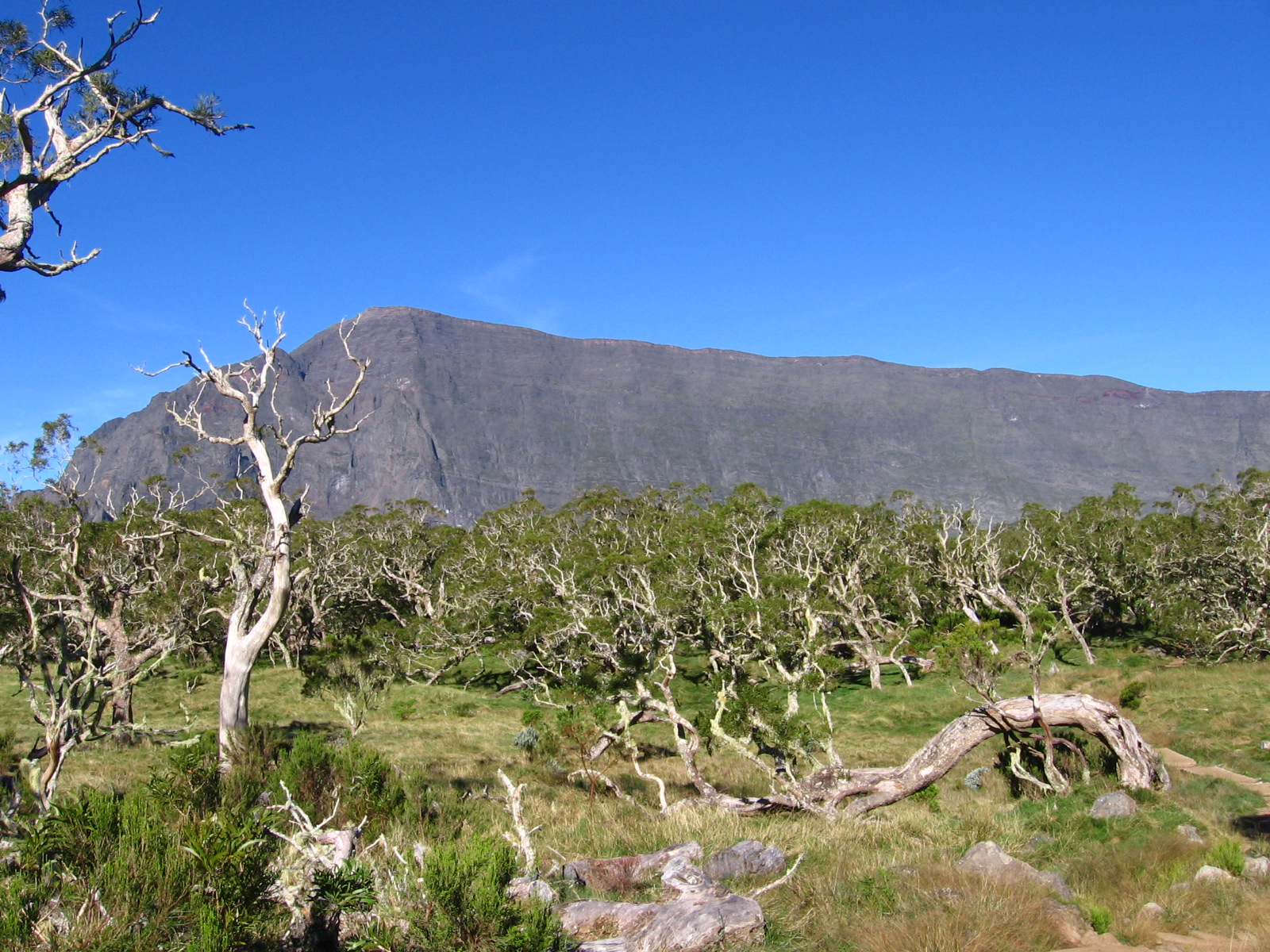
Foresta di Acacia heterophylla
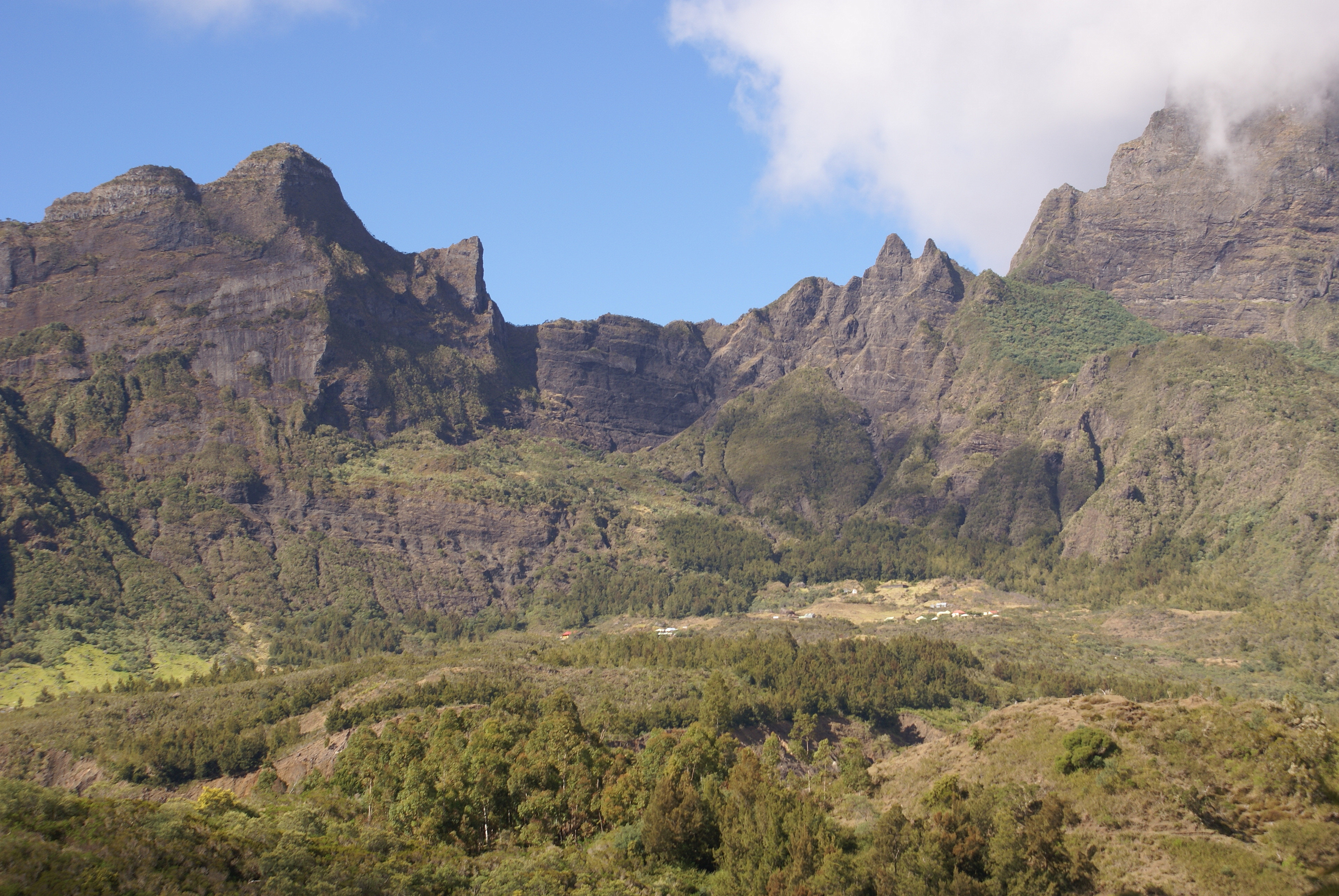
Cirque de Mafate

## Turismo
Il parco nazionale costituisce una delle maggiori attrazioni della Riunione. Le sue montagne sono una meta ambita per l'escursionismo e l'alpinismo; ci sono più di 900 km di sentieri segnalati, che attraversano paesaggi diversi come foreste pluviali, piantagioni di canna da zucchero e campi vulcanici. Comprendono tre sentieri di lunga distanza approvati dalla Federazione francese dell'escursionismo, con rifugi lungo il percorso. Più di 400.000 persone ogni anno visitano il vulcano Piton de la Fournaise, per il quale è stato istituito un percorso di scoperta.
Il centro visitatori del parco, La Maison du Parc a La Plaine-des-Palmistes, è stato inaugurato il 21 agosto 2014 dal presidente francese François Hollande.

## Gestione
Il parco è retto da un consiglio di amministrazione (Conseil d'Administration, CA) composto da 88 membri, la maggioranza dei quali rappresentanti locali. Viene eletto per un mandato di 6 anni. Durante il primo mandato è stato istituito un comitato esecutivo di 15 membri (Bureau du Parc national) che agisce autonomamente.
Un consiglio scientifico (Conseil Scientifique, CS), con 18 membri di varie discipline e 11 esperti esterni, è di supporto al consiglio di amministrazione e al direttore del parco. Esiste inoltre un Consiglio economico, sociale e culturale (Conseil économique, social et culturel, CESC) composto da personaggi pubblici e rappresentanti di istituzioni e associazioni locali.
I regolamenti del parco, in particolare per quanto riguarda il nucleo dell'area, sono indicati nel suo statuto 142-170.

## Polemiche
Dalla creazione del parco nazionale, sono sorti dibattiti sulla sua gestione e sugli impatti sulla popolazione dell'altopiano. Gli abitanti della zona hanno criticato la gestione per non averne rispettato la storia e le tradizioni, e hanno citato più volte attività agricole vietate. I funzionari del parco sostenevano che ogni attività era possibile a determinate condizioni.
L'ambiente vulcanico ha un potenziale per la produzione di energia rinnovabile da fonte geotermica. Tuttavia, ciò contrasta con la vocazione del parco nazionale di preservare il paesaggio naturale e culturale 23. Dal 2016, sono stati condotti studi pilota per due Centrali geotermiche da 5 MW, ai piedi del Piton des neiges e sulla Plaine des Sables, su cui era già stato preso in considerazione un progetto poi abbandonato. Entrambi i siti rientrano nell'area di adesione al di fuori dell'area centrale del parco, ma sono state avanzate proposte anche per i siti all'interno del confine del patrimonio mondiale.
Nel febbraio 2016, la maggioranza conservatrice del Consiglio regionale della Riunione con il presidente Didier Robert annunciò l'intenzione di trasformare il parco nazionale in un parco naturale regionale. Vennero addotte come motivo regole troppo restrittive che avrebbero ostacolato lo sviluppo del turismo. Un parco naturale regionale, a differenza di un parco nazionale, funziona sulla base di accordi reciproci e non ha il potere di stabilire un proprio regolamento. I funzionari del parco e i politici dell'opposizione respinsero il progetto, affermando che avrebbe minacciato la biodiversità dell'isola, l'uscita dalla lista del Patrimonio Mondiale e l'accesso critico ai finanziamenti statali. Sarebbe stato il primo caso di declassamento di un parco nazionale in Francia. Nel settembre 2016, il direttore del parco nazionale, Marylène Hoarau, annunciò le sue dimissioni su pressione di Ségolène Royal, capo del Ministero dell'ecologia, dello sviluppo sostenibile e dell'energia. Ciò portò il presidente del parco, Daniel Gonthier, a sospettare un'interferenza politica; la Hoarau aveva criticato Robert per aver lanciato un invito a presentare proposte sul futuro del parco. In un'intervista, Robert negò il coinvolgimento nelle dimissioni della Hoarau e criticò il ministro per la sua decisione.